# Johann Nikolaus Götz

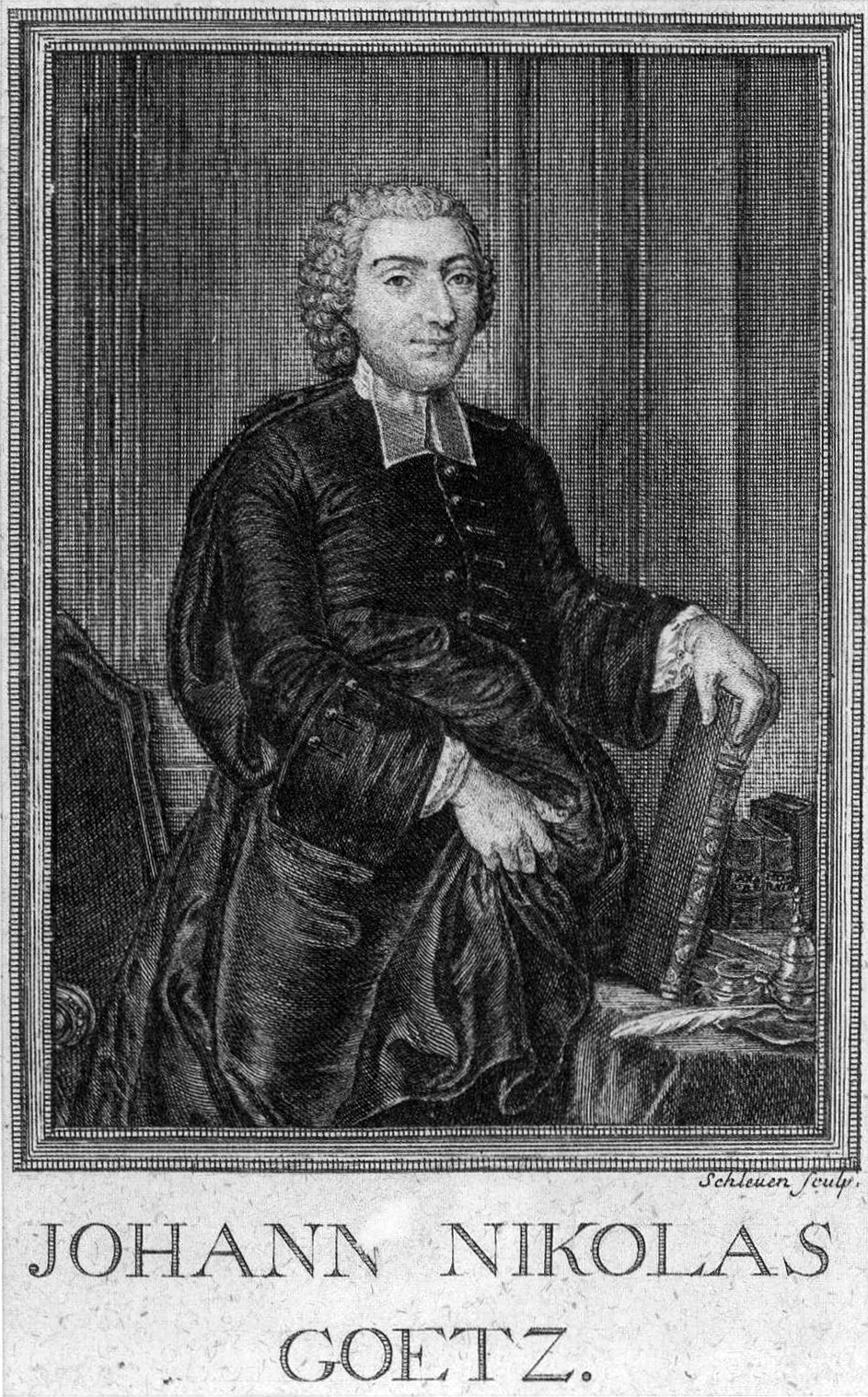
J.N. Götz som präst omkring 1750.

Johann Nikolaus Götz (eller Goetz) , född den 9 juli 1721 i Worms, död den 4 november 1781 i Winterburg vid Bad Kreuznach, var en tysk skald och luthersk präst. 
Götz, som var superintendent i Winterburg, tillhörde anakreontikerna och skrev idyller, elegier, visor med mera samt översatte Anakreon och Sapfo. Efter hans död utgavs hans Vermischte Gedichte (1785) av Ramler, som överarbetade texten. Gedichte aus den Jahren 1745-65 utgavs i kritisk upplaga 1893; samma år utkom även hans brevsamling.